# Adonisea tertia
Adonisea tertia là một loài bướm đêm trong họ Noctuidae.